# Públio Clódio Trásea Peto
Públio Clódio Trásea Peto (em latim: Publius Clodius Thrasea Paetus; m. 66) foi um senador romano nomeado cônsul sufecto para o nundínio de novembro a dezembro de 56 com Lúcio Dúvio Ávito. Famoso por sua oposição ao imperador Nero e por seu interesse no estoicismo, Peto era casado com Árria, a Jovem, filha de Aulo Cecina Peto e Árria. Além disto, ele era sogro de Helvídio Prisco e amigo do poeta Pérsio.

## Origem e primeiros anos
Segundo Dião Cássio, Trásea era membro de uma distinta e rica família romana oriunda de Patávio segundo Tácito. Porém, não se sabe se ele nasceu lá ou em Roma. É certo que ele manteve ligações próximas com Patávio, assumindo um papel importante no festival mais tradicional da cidade. Nada mais sabe ao certo sobre os primeiros anos de sua carreira e nem por influência de quem ele conseguiu chegar ao Senado. Em 42, Peto ele se casou com Cecina Árria, filha de Aulo Cecina Peto, cônsul sufecto em 37, e Árria e, neste mesmo ano, seu Cecina foi implicado na revolta de Lúcio Arrúncio Camilo Escriboniano contra Cláudio, provavelmente com o objetivo de restaurar a república. Segundo o relato de Fânia, filha dele, preservado numa carta de Plínio, o Jovem, Trásea tentou sem sucesso evitar que sua sogra se matasse juntamente com o marido. Foi provavelmente por causa da morte dele que Trásia adicionou o agnome Peto ao seu nome, um ato raro para genros e especialmente perigoso por que ligava o seu nome ao de um inimigo do imperador.
Não há informações sobre a cronologia da progressão de Trásea pelos degraus mais baixos do cursus honorum. É possível, mas não certo, que sua carreira política estivesse paralisada nos primeiros anos do reinado de Cláudio. Ele foi cônsul sufecto entre novembro e dezembro de 56, já na época de Nero, provavelmente por influência de Sêneca, um dos conselheiros do imperador, e cônsul no ano anterior. Em algum momento depois, Peto ainda contava com apoio suficiente para conseguir ser admitido entre os quindecênviros dos fatos sagrados. Na época de seu consulado, Peto também já havia se tornado um forte aliado de seu genro Helvídio Prisco.
Há indicativos de que a ascensão de Trásea Peto pode ter sido ajudada por sua atividade nas cortes romanas. Em algum momento entre 52 e 62 (se antes ou depois de seu consulado é incerto), Peto provavelmente foi governador de alguma província, um fato que se pode inferir de uma frase na biografia do poeta Pérsio de que ele teria viajado para o exterior com seu sogro. Senadores romanos jamais viajavam para fora da Itália somente por diversão.

## Atividades políticas na época de Nero

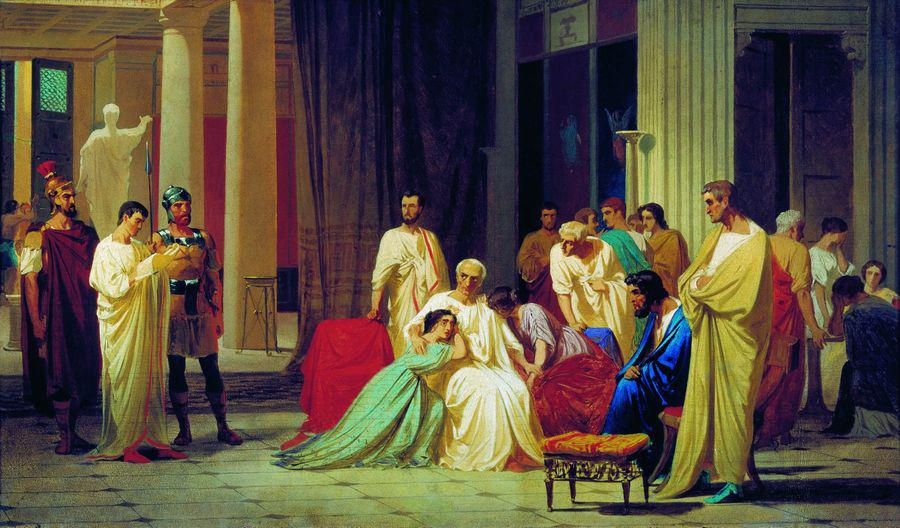
"Questor lendo a sentença de morte de Trásea Peto" (séc. XIX), por Fyodor Bronnikov.

Em 57, Trásea apoiou a causa dos cilícios que acusavam o ex-governador Cossuciano Capitão de extorsão (repetundae) e a acusação aparentemente venceu graças à sua influência. Mas a primeira referência de Tácito a ele nos "Anais" está relacionada a um evento do ano seguinte, quando Peto surpreendeu amigos e adversários ao discursar contra uma moção rotineira no Senado, um pedido dos siracusanos para exceder o número de gladiadores permitidos em seus espetáculos. As objeções a esta moção, que Tácito atribui a "detratores" (anônimos), revela que Trásea já gozava de uma reputação de opositor do status quo e de um defensor dedicado da liberdade dos senadores. Aos amigos, Trásea explicou não desconhecer a situação real do Senado, mas que dava ao Senado crédito por compreender que os que prestavam atenção aos assuntos triviais não deixariam passar os mais importantes — deixando implícita a questão de "se eles [os senadores] tivessem permissão de realizar um debate real sobre tais assuntos".
Na primavera do ano seguinte, Trásea Peto pela primeira vez demonstrou publicamente sua repugnância em relação ao comportamento de Nero e ao espírito adulador do Senado depois da carta do imperador justificando o assassinato de Agripina (mãe dele) ter sido lida e de várias moções de congratulação terem sido aprovadas. O processo da casa exigia que cada indivíduo, por vez, desse sua opinião em relação às moções e Trásea preferia abandonar a sessão "pois não poderia dizer o que queria e não diria o que poderia".
Em 62, o pretor Antíscio Sosiano, que havia escrito poemas abusivos sobre Nero, foi acusado de maiestas pelo antigo adversário de Trásea, Cossuciano Capitão, que havia recebido recentemente sua cadeira no Senado de volta por influência de seu sogro, Tigelino. Trásea discordou da proposta de impor a pena de morte e defendeu que a penalidade legal apropriada para este tipo de ofensa era o exílio. Sua opinião venceu e foi aprovada, apesar de uma recepção claramente desfavorável de Nero, a quem os cônsules haviam consultado antes da votação. Se Nero pretendia que Antíscio fosse condenado à morte ou se, como muitos acreditavam, ele queria apenas a oportunidade para demonstrar sua clemência salvando-o da morte imposta pelo Senado, não se sabe. Mas é certo que a decisão de exilá-lo estragou seus planos. Segundo Tácito, Trásea chegou a mencionar a "publica clementia", a misericórdia demonstrada pelo Senado, em detrimento da clemência do imperador.
No mesmo ano, durante o julgamento do cretense Cláudio Timarco no Senado, o réu foi acusado de ter supostamente dito diversas vezes que estava em suas mãos a decisão de se o procônsul de Creta receberia o agradecimento da província ou não. Trásea propôs que este tipo de abuso deveria ser evitado pela proibição de de tais votações de agradecimento. Uma vez mais sua proposta venceu, mas o senatus consultum só foi publicado depois que os cônsules confirmaram a opinião do imperador.
Nero deixou clara seu desagrado em relação a Trásea. Quando uma filha do imperador nasceu em Antium, o Senado seguiu em massa para lá para congratulá-lo, mas Trásea foi expressamente proibido de comparecer por Nero. Este tipo de declaração de "renúncia de amizade" por parte do imperador geralmente serviam de prelúdio para a morte da vítima, mas, inesperadamente, Nero parece ter mudado de ideia, provavelmente por causa da dinâmica de poder altamente instável de poder com Tigelino, que, como sogro de Capitão, presumivelmente teria fortes motivos para eliminar Trásea. Conta-se que quando Nero contou a Sêneca que havia se reconciliado com Trásea, Sêneca congratulou-o pela recuperação de uma valiosa amizade ao invés de elogiá-lo por sua clemência.
A partir daí, porém, Trásea começou a se retirar da vida política. Não sabemos exatamente quando ele tomou esta decisão (Tácito afirma que Capitão teria dito, em 66, que "há três anos ele não põe os pés no Senado", mas a lista de reclamações de Capitão contra ele é claramente controversa e possivelmente pouco confiável) e nem qual foi o evento catalisador desta mudança, mas é claro que ela tinha por objetivo ser compreendida como um ato político, especialmente vindo de alguém que até havia se dedicado de forma tão assídua aos assuntos do Senado; seria o protesto máximo. Neste período, Trásea continuou cuidando dos interesses de seus clientes. Foi provavelmente também neste período que ele escreveu sua "Vida de Catão", no qual ele elogiou o principal defensor da liberdade senatorial contra César e com quem ele compartilhava um interesse pelo estoicismo. Esta obra, perdida, foi uma importante fonte para a "Vida de Catão" de Plutarco.

## Julgamento e morte
Em 66, Cossuciano Capitão finalmente conseguiu convencer Nero a tomar uma atitude em relação a Trásea Peto. Nero provavelmente pretendia "esconder" seu ataque contra ele e contra Bareia Sorano agindo durante uma visita do rei armênio Tirídates I a Roma. Ele começou excluindo Trásea da recepção ao rei. Talvez, como sugere Tácito, ele quisesse amedrontá-lo o suficiente para que ele se submetesse, mas a reação de Trásea foi meramente perguntar quais eram as acusações contra si e pedir um tempo para preparar sua defesa — possivelmente implicando que não havia base legal para acusá-lo, o que provavelmente era verdade tendo em vista a natureza bizarra das evidências apresentadas por Capitão, como não realizar sacrifícios pela divina voz do imperador — Tácito conta que Capitão teria apresentado seu caso contra Trasea numa conversa privada com Nero, mas a base para este capítulo foi provavelmente o seu discurso acusatório no piso do Senado. Apesar disto, o julgamento prosseguiu no Senado. Trásea, depois de se consultar com amigos e aliados, decidiu não participar e também recusou a oferta do jovem Aruleno Rústico, um dos jovens tribunos, de usar o veto tribunício contra o decreto do Senado afirmando que isto só colocaria em risco a vida dele e não salvaria a sua.
No dia do julgamento, o local onde a sessão se realizou estava cercado por coortes armadas da Guarda Pretoriana. Uma carta de Nero foi lida; o imperador não mencionou nomes, mas acusou senadores seniores de negligência em relação aos seus deveres públicos. Em seguida, Capitão discursou contra Trásea e foi seguido por Éprio Marcelo, considerado por Tácito o mais efetivo dos dois. Nenhum discurso da defesa foi mencionado. Os senadores não tinham alternativa a não ser votarem pela pena de morte na forma da "escolha livre da morte" ("liberum mortis arbitrium"), ou seja, a ordem para cometer o suicídio. Numa ação separada, Bareia Sorano e sua filha Servília também foram condenados à morte. Helvídio Prisco e seus associados, Pacônio Agripino e Cúrcio Montano, também foram condenados, mas a penas mais leves.
Quando as notícias do julgamento chegaram até Trásea, que estava em sua villa nos arredores de Roma recebendo amigos e aliados, ele se retirou para um quarto e pediu que seus pulsos fossem cortados. Chamado a testemunhar, o questor enviado para levar a pena de morte, ele igualou o derramamento de seu sangue a uma libação a "Júpiter Libertador" ("Iupiter Liberator"). O texto sobrevivente de Tácito é interrompido justamente no momento no qual Trásea estava a ponto de falar com Demétrio, o filósofo cínico com quem ele já havia tido uma conversa naquele mesmo dia sobre a natureza da alma. Sua morte, embora dolorosa e demorada, contém alusões às mortes de Sócrates e Catão e foi evidentemente presenciada pelo seu biógrafo, o jovem tribuno Aruleno Rústico, e provavelmente construída pelo Trásea como um modelo de um fim digno, calmo e humano.